# Сары-Булак (Таласская область)
Сары-Булак (кирг. Сары-Булак) — село в Манасском районе Таласской области Кыргызстана. Входит в состав Каидинского аильного округа. Код СОАТЕ — 41707 225 818 04 0.

## Население
По данным переписи 2009 года, в селе проживало 194 человека.